# Rathaus Cronenberg

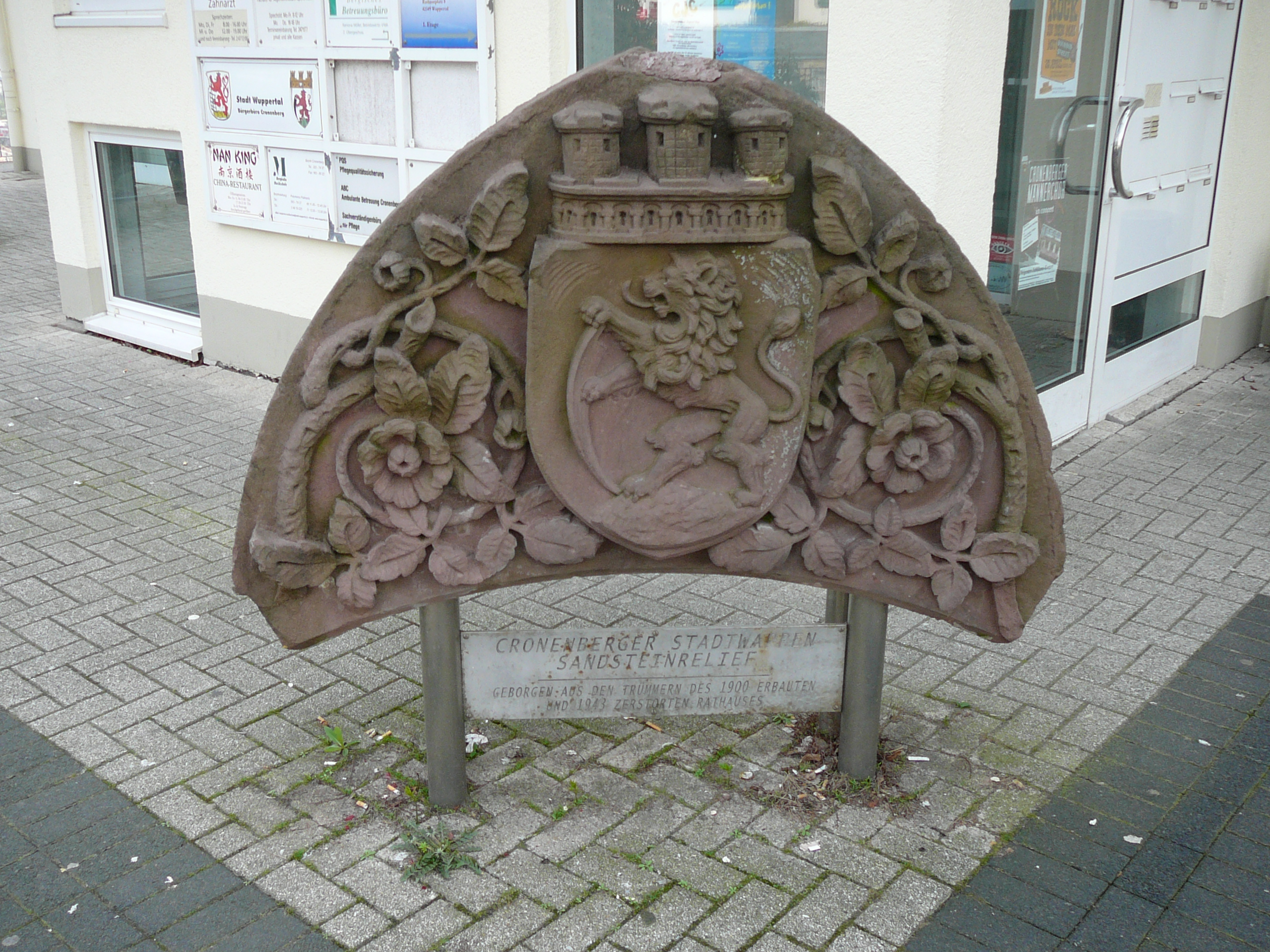
Ein Sandsteinrelief hatte man aus den Trümmern geborgen, es ist nun vor dem Verwaltungshaus aufgestellt.

Das alte Rathaus Cronenberg war seiner Zeit das Wahrzeichen Cronenbergs, heute ein Stadtteil von Wuppertal. Es wurde am 14. November 1900 eröffnet. Es löste das 1875/76 erbaute Vorgängergebäude ab, das heute noch in der Hauptstraße in Cronenberg zu finden ist (Nr. 61). Dieses Gebäude war im Zuge des starken Wachstums Cronenbergs zu klein geworden.
Die Grundsteinlegung für den Neubau fand am 14. Mai 1899 statt. Es wurde nach Plänen des Architekten Wilhelm Haase, des späteren Stadtbaumeisters, im neogotischen Stil errichtet. Die Kosten betrugen 195.000 Goldmark. Unter Bürgermeister Albert Kemmann erfolgte am 10. November 1900 die feierliche Einweihung.
Das Rathaus brannte in der Bombennacht vom 24. auf den 25. Juni 1943 vollständig aus, die Reste wurden 1953 abgerissen. Die zentrale Bushaltestelle im Zentrum jedoch trägt noch bis heute den Namen Cronenberg Rathaus.
Am 8. Mai 2011 wurde das alte Turmkreuz des zerstörten Rathauses wieder der Öffentlichkeit zur Verfügung gestellt und vor dem ersten Cronenberger Rathaus Ecke Hauptstraße / Herichhauser Straße aufgestellt.
Das Rathauskreuz wurde 1953 bei der Beseitigung der Trümmer geborgen und von Horst Donner aufbewahrt. 2002 wurde das Kreuz dann dem Cronenberger Bürgerverein übergeben.